# Café Fenstergucker

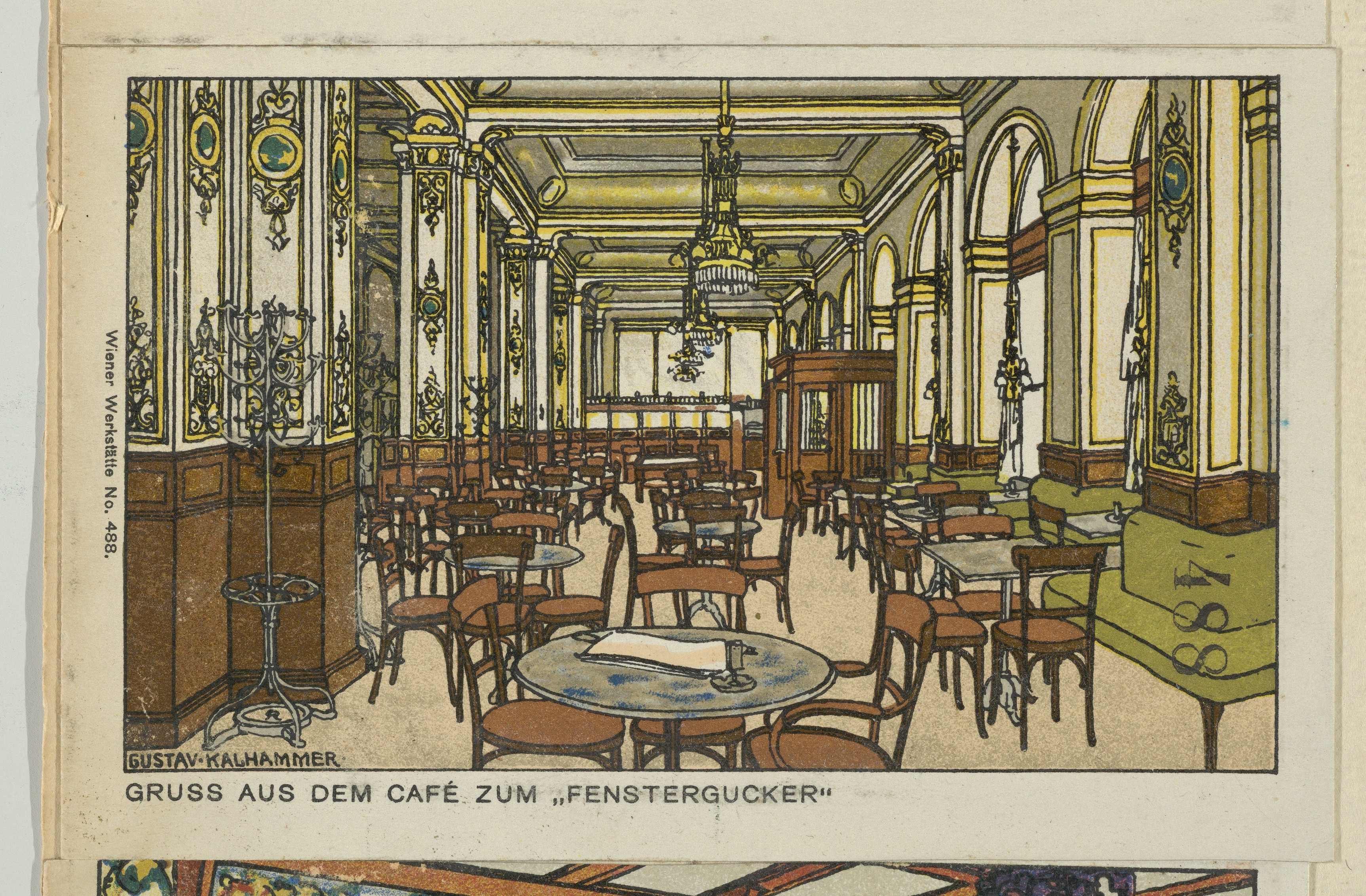
Gruss aus dem Café zum „Fenstergucker“ (1912)

Das Café Fenstergucker war ein Kaffeehaus in Wien und befand sich im 1. Bezirk Innere Stadt, Ecke Kärntner Straße/Walfischgasse.

## Geschichte
In den Jahren von 1808 bis 1886 stand hier die Schwabenburg (1823 Wohnung Carl Maria von Webers), in die 1835 Jakob Goldbach sein Kaffeehaus aus der Naglergasse verlegte („Kaiser von Österreich“) und kostbar einrichtete (künstlerische Ausmalung der Räume, Spiel- und Billardzimmer, ab 1840 Spieluhr von Johann Nepomuk Mälzel). Von 1843 bis 1854 führte Johann Baptist Corti das Kaffeehaus (Cortisches Kaffeehaus), danach seine Mutter.
Cafetier Josef Scheidl feierte am 16. April 1897 sein 50-jähriges Jubiläum. Er kam 1847 aus Dobersberg in Niederösterreich nach Wien und wurde mit dem Literaten- und Künstler-Café Fenstergucker nach knapp zehn Jahren einer der populärsten Wiener Cafetiers. 1911 übernahm der Ober Leopold Steger seinen Arbeitsplatz, das Café. Nachdem Leopold Steger nach seiner Verabschiedung am 14. Mai 1921 auf das Land übersiedelte, wurde das Fenstergucker eine Wechselstube der Bodenkreditanstalt.
Im Jahr 1932 wurde es neuerlich eröffnet, aber nicht durch den Betreiber des Kursalons Hans Hübner, der als Favorit unter den Bewerbern galt, sondern neben zwei anderen Bewerbern und nach zahlreichen Verhandlungen von Caroline Leopoldine Schöner.
Frau Schöner machte das Fenstergucker nach einem Umbau durch Carl Witzmann zu einem beliebten Stadtkaffeehaus. Dazu berichtet Major Zitterhofer in Danzer's Armee-Zeitung am 19. Februar 1932, dass Frau Schöner als neue Besitzerin es in charmanter Art verstand, gesellschaftliche und kulinarische Brücken aus der neuen in die alte Zeit und umgekehrt zu schlagen.
Am Ende des Zweiten Weltkriegs durch Bomben zerstört, wurde es danach in ein Herrenkonfektionsgeschäft umgewandelt, später in ein Büro der Air France und von 2001 bis 2016 in ein Lokal von Starbucks.

## Das Fenstergucker im Wiener Film
Acht Jahre später schaffte es das Café Fenstergucker der Vorkriegszeit 1940 in den Wiener Film. Der Film selbst entstand im Atelier der Wien-Film am Rosenhügel. Das Café Fenstergucker der Vorkriegszeit wurde in der Aufnahmehalle nachgebaut. Dort drehte Géza von Bolváry seinen neuen Film „Wiener G’schichten“. Das „Café Fenstergucker“ wurde damit nach dem Drehbuch von Ernst Marischka Schauplatz heiterer, besinnlicher, aber auch ein wenig dunkler Ereignisse, inmitten derer die beiden rivalisierenden Ober Ferdinand (Paul Hörbiger) und Josef (Hans Moser) rund um die von Ferdinand heimlich geliebte Chefin, Christine Lechner (Marte Harell) standen.